# Ureaplasma urealyticum
 (avril 2025).
Si vous disposez d'ouvrages ou d'articles de référence ou si vous connaissez des sites web de qualité traitant du thème abordé ici, merci de compléter l'article en donnant les références utiles à sa vérifiabilité et en les liant à la section « Notes et références ».
Espèce
Ureaplasma urealyticum est une espèce de bactérie trouvée dans l’appareil urogénital et le rhinopharynx de l’être humain. Elle fait partie des mycoplasmes génitaux au même titre que Mycoplasma genitalium ou Mycoplasma hominis mais peut être clairement pathogène contrairement à ces deux derniers.

## Pathogénie
Selon la concentration des colonies présentes dans le tractus génito-urinaire du sujet, U. urealyticum peut être à l'origine d'urétrite et de prostatite chez l'homme, de cervicite et de salpingite chez la femme. Il peut être aussi à l'origine de complications de la grossesse (chorio-amniotite, prématurité).
U. urealyticum est un saprophyte du tractus génital s'il y est présent en faible quantité.

## Traitement
Espèce sensible aux macrolides et cyclines et résistante naturellement aux pénicillines et sulfamides.